# Dobra-Gneis
Der Dobra-Gneis (früher mit der heute Granodioritgneis von Spitz genannten Gesteinsserie zum Spitzer Gneis zusammengefasst) ist ein im mittleren Kamptal verbreiteter Orthogneis.

## Typisierung
Als Dobra-Gneise bezeichnet man homogene, klein- bis grobkörnige Biotitgneise mit leukogranitischer, granitischer bis granodioritischer Zusammensetzung. Der Begriff wurde von Christof Exner im Jahr 1953 geprägt. Die als typisch für den Dobra-Gneis geltenden und häufig eingeschalteten, scharf begrenzten Amphibolit- und Biotitschiefer-Zwischenlagen mit Mächtigkeiten im Dezimeter- und Meter-Bereich verdeutlichen die intensive Faltung, die in vielen Bereichen des Dobra-Gneises zu beobachten ist und die auch eine häufige Striemung hervorruft.
Teile des Dobra-Gneises weisen große Ähnlichkeiten zum Bittescher Gneis des weiter östlich liegenden Moravikums auf. Zusammen mit der Bunten Serie bildet der Dobra-Gneis jedoch eine tektonische Einheit des Moldanubikums innerhalb des Granit- und Gneisplateaus des Waldviertels.

## Entstehung
Die mineralische Zusammensetzung und die geochemischen Eigenschaften lassen auf eine magmatische Entstehung schließen. Mit einem Alter von 1377 Mya wurde der Dobra-Gneis lange Zeit als das erdgeschichtlich älteste frei liegende Gestein Österreichs betrachtet. Ein auf 1400 Mya datiertes Gestein, der Hauergraben-Gneis (nach einem im Osten der Katastralgemeinde Mottingeramt gelegenen Zubringer zur Gernitz benannt), gilt zur Zeit als ältestes Gestein Österreichs. Dieser Hauergraben-Gneis, welcher sich chemisch vom Dobra-Gneis unterscheidet, liegt in diesem als kleine Linsen vor.

## Verbreitung
Dobra-Gneis ist im Gebiet zwischen Artstetten, Ottenschlag, dem namensgebenden Dobra, Allentsteig und bis nördlich von Schwarzenau bzw. bis südlich von Waidhofen an der Thaya zu finden.